# The Ascent (Wiley)
The Ascent è il nono album in studio del rapper britannico Wiley, pubblicato il 1º aprile 2013.

## Tracce
1. Ascent Intro – 3:35
2. First Class (featuring Kano e Lethal Bizzle) – 4:01
3. Skillzone (featuring Ghetts, Griminal, Manga, Frisco, Double S, Scratchy e Big Shizz) – 3:47
4. Hands in the Air (featuring Tulisa e Ice Kid) – 3:25
5. Reload (featuring Ms D e Chipmunk) – 3:13
6. Chainsaw (featuring Wrigz, J2K e Kivanc) – 3:59
7. Heatwave (featuring Ms D) – 3:14
8. So Alive (featuring Far East Movement) – 2:54
9. Lights On (featuring Angel e Tinchy Stryder) – 3:25
10. Can You Hear Me? (Ayayaya) (featuring Skepta, Jme and Ms D) – 3:52
11. Tomorrow (featuring Megaman and Styalz Fuego) – 3:40
12. My Heart (featuring Emeli Sandé e French Montana) – 2:59
13. Humble Pie – 3:45

### Tracce bonus in edizione Deluxe
1. Rubicon – 4:12
2. Ninja – 3:15
3. Broken Thoughts – 4:05
4. Heatwave (Video musicale) – 3:21
5. Can You Hear Me? (Video musicale) – 3:53
6. Reload (Video musicale) – 3:17
7. The Story So Far (Documentario) – 9:55